# Liste des édifices religieux de Clermont-Ferrand
Cet article présente la liste des édifices religieux situés dans le territoire de la ville de Clermont-Ferrand.
Note : cette liste n'est pas exhaustive.

## Catholique

### Églises
- Cathédrale Notre-Dame-de-l'Assomption, place de la Victoire.
- Église-basilique Notre-Dame-du-Port, place Notre-Dame-du-Port.
- Église des Carmes déchaux, rue du Souvenir Français.
- Église du Sacré-Cœur, boulevard Lafayette.
- Église Saint-Eutrope, rue Sainte-Claire.
- Église Saint-Genès (démolie)
- Église Saint-Genès des Carmes, rue Neuve des Carmes.
- Église Saint-Jacques-Majeur, boulevard Louis Loucheur.
- Église Saint-Joseph, rue Jeanne d'Arc.
- Église Saint-Pierre (démolie)
- Église Saint-Pierre-des-Minimes, place de Jaude.
- Église Saint-Vincent-de-Paul, rue de la Barre.
- Église Notre-Dame-de-Neyrat, rue  Solayer.
- Église Notre-Dame de la Médaille Miraculeuse, rue Champfleuri.
- Église Notre-Dame-du-Perpétuel Secours, rue de la Charme.
- Église Notre-Dame-de-Prospérité, rue Kléber (Montferrand)
- Église Notre-Dame-de-la-Route, avenue Raymond Bergougnan.
- Église Sainte-Jeanne d'Arc, boulevard Jean Jaurès.
- Église Sainte-Thérèse, rue Abbé Prevost.
- Église Sainte-Bernadette, rue  de la Parlette.
- Église Jésus Ouvrier, rue Viviani.
- Église Saint-Laurent, rue Saint-Laurent (désaffectée).

### Chapelles
- Chapelle Notre-Dame de la Merci, avenue d'Italie.
- Chapelle du lycée Godefroy-de-Bouillon, rue Godefroy-de-Bouillon.
- Chapelle de la Visitation, rue Godefroy-de-Bouillon.
- Chapelle du lycée Massillon, ancien couvent des bernardines, rue Bansac.
- Chapelle du lycée Massillon, nouvelle chapelle, rue Bansac.
- Chapelle de l'institution Monanges, rue de Metz.
- Chapelle de l'institution Saint-Alyre, rue Sainte-George.
- Chapelle des Ursulines, rue du Temple (Montferrand).
- Chapelle de l'hôpital général, rue Sainte-Rose.
- Chapelle de l'Archevêché, avenue d'Italie.
- Chapelle de l'Immaculée Conception, rue Delarbre.
- Chapelle de la caserne, rue Auger.
- Chapelle du lycée Jeanne d'Arc, avenue de Grande-Bretagne.
- Chapelle des Capucins, boulevard Lafayette.
- Chapelle du couvent Beaurepaire, square Aimé Coulaudon.
- Chapelle des Cordeliers, place Sugny.
- Chapelle de l'Oratoire, rue de l'Oratoire.
- Chapelle des Petites Sœurs des Pauvres, boulevard Jean Bpatiste Dumas.
- Chapelle des Dominicains, rue Pablo Picasso.

## Protestant/Évangélique
- Temple protestant de Clermont-Ferrand, rue Marmontel.
- Église évangélique, boulevard Lafayette.
- Église évangélique eaux vives, rue Gutenberg.
- Église évangélique baptiste, rue Guynemer.
- Église évangélique vie et lumières, chemin du Brezet.
- Église protestante évangélique, rue de Châteaudun.
- Église Mission Gospel Centre, rue de la Grolière.

## Musulman
- Grande mosquée, rue du Docteur-Nivet.

## Israélite
- Synagogue, rue des Quatre Passeports.

## Églises millénaristes
- Église de Jésus-Christ des saints des derniers jours, rue de la Gantière.
- Salle du royaume des témoins de Jéhovah, rue Bernard Brunhes.

## Orthodoxe
- Église orthodoxe roumaine Saint-Nicolas, ancienne chapelle Saint-Joseph de la congrégation des Sœurs de Saint-Joseph, rue Morée.